# Wim Snoek
Wim Snoek (Gorinchem, 27 juli 1922 - Balkbrug, 20 januari 2015) was een Nederlandse verzetsstrijder in de Tweede Wereldoorlog. Hij was assistent-districtsleider van de Landelijke Organisatie voor Hulp aan Onderduikers in de Alblasserwaard, tot hij gepakt werd in oktober 1943.

## Levensloop
Snoek werd geboren als het derde kind van Govert Snoek en Maria de Nooij. Zijn vader overleed toen hij nog geen negen maanden was. Het gezin-Snoek verhuisde naar Renkum, waar Maria Snoek-de Nooij haar eigen textielwinkel opende. De familie van zijn moeder woonde in het nabijgelegen Ede en Bennekom. De kinderen Snoek werkten mee in het bedrijf. Wim Snoek trok er regelmatig in de Betuwe op uit en bouwde daar een eigen klantenkring op, daar vond hij ook zijn latere echtgenote. Hij liep stage bij bedrijven in Haarlem en Goes.
Na de uitbraak van de Tweede Wereldoorlog raakten de leden van het gezin langzaam betrokken bij het verzet. In eerste instantie ging het om kleine, ongeorganiseerde handelingen. Zo stal Wim samen met zijn broer Johan en zus Rie een van de kerkklokken van de Renkumse kerk, die klaar stonden voor transport naar Duitsland. Toen er werd gedreigd met represaillemaatregelen lieten zij de klok weer achter op de plek vanwaar ze hem hadden meegenomen. Twee pogingen om een dorsmachine in brand te steken mislukten. De eerste keer vergat Snoek de lucifers, de tweede keer kreeg hij ruzie met zijn broer. Een poging om een partij hout bestemd voor de bezetter in brand te steken slaagde wel.
Met het familiebedrijf ging het intussen voor de wind. Er werd in grote partijen ingekocht en door de steeds verder stijgende prijzen waren er aanzienlijke winsten. Ook werd er veel gebruik gemaakt van ruilhandel. De winst investeerden zij onder andere in de aankoop van een aantal panden. Wims broer Johan omschreef het later als volgt: "Achteraf bezien was het bizar: aan de ene kant liepen we ons het vuur uit de sloffen, om de zaak goed te laten draaien en probeerden we geld te verdienen op een creatieve manier  die,  ethisch  bezien,  toch  wel  aanvechtbare  aspecten  had.  Aan de  andere  kant  waren we bereid, om aanzienlijke risico's te nemen bij acties tegen de Duitsers en bij het helpen van de vervolgde medemens".
Naarmate de oorlog vorderde begon het verzet zich steeds beter te organiseren. Het gezin-Snoek kreeg tijdelijk een jonge Joodse onderduiker in huis, maar zij moest na een aantal weken weer worden overgeplaatst, omdat zij de aandacht trok van de buren. Tijdens de April-meistakingen in 1943 zorgden de broers Snoek er voor dat de meeste winkeliers in Renkum hun deuren sloten.
Via hun oom Ko de Nooij uit Ede werden de broers op 26 mei 1943 uitgenodigd voor een vergadering waar Frits Slomp, alias Frits de Zwerver, aanwezig was. Slomp was de grote man achter de Landelijke Organisatie voor Hulp aan Onderduikers. Tijdens de vergadering kwam het tot de oprichting van een lokale LO-afdeling. Johan Snoek kreeg de leiding in Renkum. Wim was niet betrokken, want hij moest rond diezelfde tijd onderduiken omdat zijn jaargang werd opgeroepen voor tewerkstelling in Duitsland. Hij dook onder in de Betuwe, maar kreeg toen het verzoek om assistent-districtsleider te worden van de LO in zijn geboorteplaats Gorinchem, met als werkterrein de Alblasserwaard. Daar zou hij gaan samenwerken met districtleider Henk van Os en de afdeling vertegenwoordigen op de maandelijkse provinciale beurs. Onder de schuilnaam Gerrit Overbeek vond hij onderdak op de boerderij van de familie-Blokland in Hoornaar.
Eind oktober 1943 werd de boerderij overvallen door de Sicherheitsdienst. Hij was verraden door ene G. Moelker, die onder het alias Henk Globach op de boerderij was ondergedoken. In het bezit van Snoek werd een radio, bonkaarten en een valse Ausweis aangetroffen. Tijdens de verhoren werd hij zwaar mishandeld, onder andere door de SD-agent Ries Jansen. Hij gaf echter geen informatie op. Tot aan zijn rechtszaak werd hij ondergebracht in Kamp Vught, waar hij onderdeel uitmaakte van het Philipscommando. Tijdens de rechtszaak in maart 1944 werd Snoek veroordeeld tot een jaar gevangenisstraf. Hem werd alleen het luisteren naar de Engelse radio ten laste gelegd. Mogelijk hadden zijn ondervragers de bonkaarten en valse Ausweis verkocht in de zwarte handel, want zij speelden geen enkele rol bij zijn proces. Snoek werd op transport gezet naar Duitsland en zat daar bijna tot het einde van de oorlog gevangen. Hij vluchtte uit het laatste werkkamp en zat ondergedoken bij een Duitse schaapherder in Nidda, waar hij het einde van de oorlog afwachtte. Na de oorlog was zijn eerste vakantie naar Duitsland, naar de schaapherder die hem had opgenomen.  

### Na de oorlog
Na de oorlog nam Snoek samen met zijn broer Johan de manufacturenzaak van zijn moeder over. Als gevolg van de gevechten van de Slag om Arnhem lag de winkel in puin. In 1951 was de nieuwbouw gereed. Hij trouwde in 1948 met Trijnie Slootweg, met wie hij vier zonen en een dochter kreeg. In 1971 verhuisde het echtpaar vanuit Renkum naar camping Si-Es-An in Balkbrug. Later werd de camping overgenomen door zijn zoon.
Vele familieleden van Snoek waren betrokken bij het verzet, onder wie zijn neven Andries, Menno, Paul en Zwerus.